# Tatort: Anne und der Tod
Anne und der Tod ist ein Fernsehfilm aus der Krimireihe Tatort. Der vom Südwestrundfunk produzierte Beitrag ist die 1095. Tatort-Episode und wurde am 19. Mai 2019 im Ersten ausgestrahlt. Das Stuttgarter Ermittlerduo Lannert und Bootz ermittelt in seinem 23. Fall.

## Handlung
Anne Werner befindet sich in polizeilichem Gewahrsam und wird von den Hauptkommissaren Lannert und Bootz verhört. Sie ist Altenpflegerin und arbeitet für den Pflegedienst Elvira, daneben lebt sie alleinerziehend mit ihrem 17-jährigen Sohn zusammen zur Miete in einer Wohnung ihres Vaters. Ins Visier der Ermittler geriet sie nach dem Tod ihres Patienten Christian Hinderer, welcher an einem schweren Schädel-Hirn-Trauma nach einem Treppensturz verstarb. Dies war bereits der zweite Tod eines ihrer Patienten innerhalb weniger Tage, nachdem kurz zuvor der ehemalige Hotelier Paul Fuchs einen Herzanfall erlitten hatte. In verschachtelten Rückblenden werden sowohl Anne Werners privates Umfeld als auch bisherige Ermittlungen durch Lannert und Bootz dargestellt.
In der chronologisch ersten Szene werden die Kommissare zum Hotel Fuchs gerufen, wo der ehemalige Inhaber Paul Fuchs tot in seinem Bett liegt. Von seiner anwesenden Hausärztin erfahren die Ermittler, dass Fuchs unter anderem an Herzrhythmusstörungen litt und täglich viele verschiedene Tabletten einnehmen musste. Die junge Ärztin erklärt beiden, dass das einmalige Ausbleiben eines einzigen Medikamentes bereits genügt hätte, um für Fuchs tödlich zu enden. Auf Grund eines Pflegeprotokolls stoßen die Kommissare erstmals auf den Namen Anne Werner, doch die Ärztin berichtet hierzu, dass diese sich vorbildlich um ihre Patienten kümmere und besonders bei der Einnahme der Medizin achtgebe. Auf der zeitgleich im Hotel stattfindenden Hochzeitsfeier von Fuchs’ Tochter befragen die Kommissare den neuen Co-Geschäftsführer Joachim Fuchs und dessen Frau Svenja nach dem plötzlichen Tod von Fuchs Senior. Joachim Fuchs äußert die Vermutung, dass sein Vater absichtlich sein Herzmedikament ausgelassen habe, da der verbitterte alte Mann zum einen eh nicht mehr an seinem Leben als totaler Pflegefall hing, zum anderen, er seinen Nachkommen nochmal „so richtig das Hochzeitsfest seiner Tochter versauen könne“. Dieser Vermutung vorangegangen war ein Streit zwischen Paul Fuchs und seinen Kindern, die von ihm endlich als Inhaber und Geschäftsführer des Hotels eingesetzt werden wollten, da er selbst nicht mehr dazu in der Lage war. Da es an Ermittlungsgrundlagen mangelt, ziehen die Kommissare und Staatsanwältin Alvarez eine Einstellung des Verfahrens in Betracht.
Einige Tage später treffen Lannert und Bootz erneut auf den Namen Anne Werner im Pflegeprotokoll von Christian Hinderer. Der gehbehinderte Mann war in seinem Haus eine Treppe hinuntergefallen und wurde später von seiner Frau gefunden. Diese misstraut der Pflegerin, weil die Pflegezeiten ständig mit Terminen der Ehefrau kollidierten, sodass Anne Werner stets allein mit ihrem Patienten war. Da ihnen zwei Tote innerhalb weniger Tage seltsam vorkommen, holen die Kommissare Anne Werner von ihrer Wohnung ab und nehmen sie mit aufs Präsidium.
Die Pflegerin sagt aus, dass der Tod Christian Hinderers wohl ein unglückliches Missgeschick gewesen sein müsse, da der körperlich eingeschränkte Mann des Öfteren versucht habe, in der Wohnung umherzugehen und nun eben an der Treppe gescheitert sei. Überhaupt habe Hinderer weniger an seiner Behinderung als viel mehr unter seiner Frau gelitten, da diese ihren Mann im oberen Teil der Maisonettewohnung quasi gefangen gehalten und sekundären Krankheitsgewinn in Form von Lob und Anerkennung für sich angestrebt habe, dass sie sich selbst im betagten Alter noch um ihren Ehemann kümmere. Die herrische und fordernde Art der Ehefrau war auch der Grund, warum die Pflegezeiten möglichst während ihrer Abwesenheit liegen sollten. Im Falle von Paul Fuchs wiederum sei es denkbar, dass die Tabletten falsch einsortiert waren, ob durch ein Missgeschick oder Absicht eines anderen.
Lannert und Bootz konfrontieren sie mit ihrer schlechten finanziellen Lage. Erst vor einigen Monaten kaufte ihr Sohn für 3000 Euro Markenkleidung auf ihre Kreditkarte, da er auf Grund seiner billigen Sachen in der Schule gemobbt worden war. Weiterhin müsse sie die Miete und ihr Auto zahlen und habe selber nur ein geringes Einkommen. Daher bestehe die Möglichkeit, dass sie neben den regelmäßigen Bankgeschäften für ihre Patienten auch Geld für sich selbst abhebe und die Männer als Zeugen habe loswerden wollen. Denn sowohl bei Fuchs als auch bei Hinderer hätten größere Beträge Geld gefehlt. Anne Werner bestreitet das vehement, und auch ihre Vorgesetzte ist sich sicher, dass diese Anschuldigung unberechtigt sei. Neben einer sparsamen Lebensführung komme sie vor allem durch unregelmäßige Geldgaben durch den Vater ihres Sohnes über die Runden.
Bootz befragt noch einmal Svenja und Joachim Fuchs, warum sie die Pflege an den Pflegedienst abgegeben haben, nachdem sie sich zuvor jahrelang selbst um Paul Fuchs gekümmert hatten. Dabei erfährt er, dass Svenja Fuchs von ihrem Schwiegervater sexuell belästigt wurde, als sie ihn im Intimbereich wusch. Sie wollten dies daher künftig von einer professionellen Kraft erledigen lassen. Auf die Frage, ob Anne Werner von ihren Patienten ebenfalls belästigt worden sei und nun habe Rache nehmen wollen, verneint sie dies ebenfalls. Sie gesteht jedoch nach dem langen Verhör, dass sie ihre Freundin „Susi“ an die Senioren vermittelt habe, welche sich prostituiere. Daher hätten auch größere Geldbeträge gefehlt. Um diese Spur weiterzuverfolgen, besuchen die Kommissare den ehemaligen Dirigenten Eberhard Rees, einen schwer lungen- und alkoholkranken weiteren Patienten. Dieser scheint „Susi“ tatsächlich zu kennen, möchte sich aber nicht weiter äußern.
Auf Grund mangelnder Beweise wird Anne Werner freigelassen und tritt statt der Heimfahrt direkt ihre Schicht an. Lannert und Bootz folgen ihr zu Rees in der Befürchtung, dass er ihr nächstes Opfer wird. Tatsächlich liegt er tot auf dem Sofa, als die Kommissare die Wohnung betreten. Da Rees sich jedoch offensichtlich selbst zu Tode getrunken hat, darf die Pflegerin die Wohnung verlassen und ihren Weg fortsetzen. Abends wird sie jedoch von den Kommissaren wieder in Gewahrsam genommen und mit deren Vermutung konfrontiert, selbst „Susi“ zu sein. Nun solle sie entweder ein umfassendes Geständnis ablegen, oder die Ermittler würden solange in ihrem sozialen Umfeld fragen und suchen, bis sie „Susi“ tatsächlich gefunden hätten.
Dem Zuschauer offenbaren sich nun erneut in Rückblenden die tatsächlichen Begebenheiten: Wie von den Kommissaren vermutet, wurde Paul Fuchs übergriffig und bot seiner Pflegerin Geld für sexuelle Handlungen an. Auf Grund ihrer schlechten finanziellen Lage ging sie irgendwann darauf ein und stand nackt vor ihren Patienten, die sich selbst befriedigten. Dies tat sie auch bei Christian Hinderer und Eberhard Rees. Fuchs fotografierte sie einmal dabei und wollte sie erpressen, ihm weiter widerwillig als Vorlage zu dienen, da er das Foto andernfalls weiterleiten werde. Daher tauschte sie sein Herzmedikament gegen eine homöopathische Tablette ohne Wirkstoff aus. Hinderer dagegen stürzte tatsächlich ohne fremdes Verschulden die Treppe hinunter, als er seiner Pflegerin nachlaufen wollte. Rees wählte den Freitod durch eine Alkoholvergiftung. Anne Werner erwähnt jedoch nichts von alledem in ihrem Geständnis. Stattdessen erzählt sie den Kommissaren, sie habe Fuchs und Hinderer aus Gnade und Mitleid ermordet. Sie sei ein Todesengel und ein Engel sei schließlich ein „schönes Wesen“. Lannert und Bootz sind sich sicher, dass diese Geschichte gelogen sei und ihr eine lange Haftstrafe drohe, wenn sie an dieser Version festhalte. Die Pflegerin ist jedoch entschlossen, an ihrem Geständnis festzuhalten.

## Hintergrund
Der Film wurde vom 9. Februar 2018 bis zum 8. März 2018 in Stuttgart gedreht. Die Premiere fand am 7. Dezember 2018 im Stuttgarter Metropolkino statt.

## Trivia
Um die Hinterbliebenen von Paul Fuchs zu befragen, suchen Lannert und Bootz diese erst auf der Hochzeit von Fuchs’ Tochter und später in der Restaurantküche des Hotels Fuchs auf. Während der Gespräche in Nebenräumen des Festsaals beziehungsweise der Küche schallen zahlreiche Lieder herüber. Darunter von Billy Idol (White Wedding), Die Ärzte (Westerland), Klaus Lage (Tausend und eine Nacht), Heinz Rudolf Kunze (Dein ist mein ganzes Herz), Münchener Freiheit (Ohne dich), Alphaville (Forever Young), Backstreet Boys (Everybody) und Elvis Presley (Hawaiian Wedding Song).

## Rezeption

### Kritiken
„Auf diese Weise rast der Krimi in seiner Erzählung voran, springt zwischen den Zeiten und widersprüchlichen Aussagen und spielt dabei gehörig mit den Emotionen der Zuschauer. Und doch führt die Handlung am Ende ins existenzielle Zentrum: zum Menschen in seiner brutalen, nackten Bedürftigkeit. Ein ‚Tatort‘ über das Sterben, dem Leben abgerungen.“

„Wir sehen einen ‚Tatort‘, der sich ganz auf den Fall konzentriert. Er ist reizvoll als Kriminalstück, überzeugend als Zustandsbeschreibung des Pflegenotstandsgebiets. Viel besser geht nicht.“

„Statt Tätersuche geht es um Ursachenforschung. Geschickt wird dabei von Anfang an ein Teppich aus Täuschungen ausgelegt, besonders dadurch, dass die Zuschauer die Geschehnisse aus verschiedenen Perspektiven erfahren, aber nie so genau wissen, was davon wirklich passiert ist.“

„Es gibt vieles in diesem Tatort, das wehtut. (..) ‚Anne und der Tod‘ aber entwickelt sich dann zu einem subtilen Psycho-Spiel mit den Sympathien des Publikums. Da wird es dann ein anständiger Krimi.“

### Einschaltquoten
Die Erstausstrahlung von Anne und der Tod am 19. Mai 2019 wurde in Deutschland von 8,81 Millionen Zuschauern gesehen und erreichte einen Marktanteil von 26,9 % für Das Erste. Bei den 14- bis 49-Jährigen gewann der Film ebenfalls – mit 2,52 Mio. Sehern und 23,5 % Quote.
Bei einer Wiederholung am 24. Juli 2022 erreichte der Tatort wieder mehr als 5 Millionen Zuschauer und einen Marktanteil von 22,2 %.

### Auszeichnung und Nominierungen
- 2018: Baden-Württembergischer Filmpreis bei der Filmschau Baden-Württemberg.[11]
- 2020: Deutscher Fernsehpreis 2020: Auszeichnung in der Kategorie Bester Schnitt Fiktion für Barbara Brückner
- 2020: Deutscher Fernsehpreis 2020: Nominierung in der Kategorie Beste Schauspielerin für Katharina Marie Schubert